# Zalambdalestes
Zalambdalestes був евтерієвим ссавцем, швидше за все, не плацентарним через наявність надлобкової кістки, який жив під час верхньої крейди в Монголії.

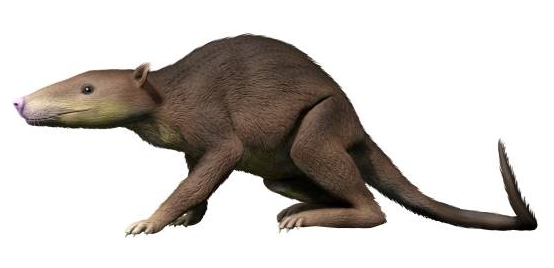
Реконструкція

Заламбдалестес був стрибаючою твариною з довгою мордою, довгими зубами, маленьким мозком і великими очима. Його довжина становила близько 20 сантиметрів, а голова — лише 5 сантиметрів. У нього були сильні передні лапи та ще сильніші задні, спільні спеціалізації до сальтації, подібні до сучасних кроликів.
Його раціон, ймовірно, складався в основному з комах, на яких він полював у лісових заростях, використовуючи гострі зчеплені зуби. На відміну від сучасних плацентарних ссавців, Zalambdalestes мав надлобкову кістку, тобто він, ймовірно, був обмежений репродуктивно, так само як і сучасні однопрохідні та сумчасті.